# 陕桥街道
陕桥街道，是中华人民共和国贵州省毕节市威宁彝族回族苗族自治县下辖的一个街道办事处。
2013年11月27日，贵州省人民政府批复同意从草海镇析置陕桥街道，辖新坪村、阳关村、赵山村、板仓村、高坪村、孔山村、新河村、新义村、新发村、新林村、陕桥村、天龙村、大山村，街道办事处驻陕桥村。

## 行政区划
陕桥街道下辖以下地区：
陕桥村、大山村、新河村、新义村、新发村、新林村、孔山村、新坪村、高坪村、板仓村、赵山村、阳关村和天龙村。